# Грибаново (Торопецкий район)
Грибаново — деревня в Торопецком районе Тверской области. Входит в состав Понизовского сельского поселения.

## История
На топографической карте Фёдора Шуберта, изданной в 1871 году обозначена деревня Грибанова. Имела 4 двора.
В списке населённых мест Псковской губернии за 1885 год значится деревня Грибаново. Входила в состав Понизовской волости Торопецкого уезда. Имела 4 двора и 16 жителей.
На карте РККА 1923—1941 годов обозначена деревня Грибаново. Имела 9 дворов.

## География
Деревня расположена в 12 км (по автодороге — 15 км) к юго-востоку от районного центра Торопец. Примыкает к восточной части деревни Понизовье.

### Климат
Деревня, как и весь район, относится к умеренному поясу северного полушария и находится в области переходного климата от океанического к материковому. Лето с температурным режимом +15…+20 °С (днём +20…+25 °С), зима умеренно-морозная −10…−15 °С; при вторжении арктических воздушных масс до −30…-40 °С.
Среднегодовая скорость ветра 3,5—4,2 метра в секунду.

### Часовой пояс
Деревня Грибаново, как и вся Тверская область находится в часовой зоне МСК (московское время). Смещение применяемого времени относительно UTC составляет +3:00.

## Население
| 2010 |
| ---- |
| 1    |